# Tabard Inn

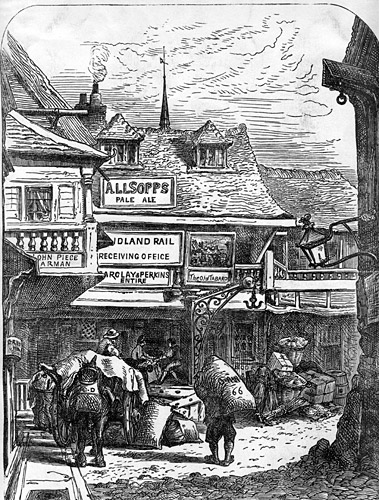
De herberg in de 19e eeuw.

De Tabard Inn was een herberg gevestigd aan Borough Street in Southwark, een deel van Londen ten zuiden van de Theems.
Na de moord op Thomas Becket in 1170 in Canterbury diende deze herberg als uitgangspunt van de bedevaarten naar Canterbury. De herberg is beroemd geworden doordat hij genoemd wordt in de The Canterbury Tales van Geoffrey Chaucer, het verhaal over bedevaartgangers in de 14e eeuw. In 1676 brandde de Tabard Inn af (de meeste gebouwen in Londen waren toen van hout) en werd wel herbouwd maar kreeg een andere naam: The Talbot.
Tot de komst van de spoorwegen heeft de herberg dienstgedaan als vertrekpunt per koets naar Canterbury. Daarna werden er winkels in gevestigd totdat het uiteindelijk in 1873 gesloopt werd. In 2004 is er een gedenkplaat aangebracht ter herinnering aan de plaatselijke geschiedenis.
De Tabard Inn is muzikaal herdacht in een ouverture van de componist George Dyson: Ouverture At the Tabard Inn, een ouverture op een compositie gebaseerd op de verhalen van Chaucer: The Canterbury Pilgrims.